# 南賢喜
南 賢喜（ナム・ヒョンヒ、ナム・ヒョニ、1981年9月29日 - ）は、韓国の京畿道城南市出身のフェンシング選手。城南女子中学校・高校、韓国体育大学校卒。
2006年のフェンシング世界選手権の女子団体フルーレでポーランドを破り、銅メダルを獲得した。北京オリンピックの個人フルーレ決勝で3連覇を狙ったイタリアのバレンチナ・ベッツァーリと対戦、試合終了直前にリードしたが、5-6で逆転負けして銀メダルに終わった。
2005年、代表合宿期間中の整形手術疑惑により六ヶ月間の代表資格停止処分を受けた。
2011年5月、同年11月20日に自転車ロードレース選手の孔孝錫(Gong Hyo Suk)との結婚を発表。女児を出産したが、2023年に離婚を発表した。
2023年10月23日、15歳年下の財閥の御曹司の全青鳥（チョン・チョンジョ）と再婚すると発表したものの、直後から全には詐欺の前科があるなど様々な噂が噴出した。その後、自分の名前を利用して投資詐欺を行っていたとして南賢喜より別れを告げられた全は10月26日未明に南の母親宅を訪れたところを通報され、警察に逮捕された。南は全に手渡された10個の妊娠検査薬を使った結果、妊娠したと思っていたが実際にはしておらず、また全の住民登録上の性別は男性ではなく女性であることも発覚した。